# Griis
Slægten Griis var navnet på flere dansk lavadelsslægter:
- Griis af Nordrup
- Griis af Slagelse
- Griis af Slette
- Griis af Halland

Slette-slægten havde gården Slettegård i Hanherred der i dag hedder Svinkløv Plantage. Den første af slægten var Anders Griis, der nævnes i Jylland i 1450. Deres skjold viser et sort svin på hvid baggrund.
Efter slægten var uddød i Danmark, kom Niels Griis fra Christiania i kongens tjeneste. Han brugte også de tidligere Griis' våbenskjold, men var ikke adelig. Han døde i 1746 i Haag hvor han i mange år var envoyé. 